# Возна Зінаїда Петрівна
Зінаїда Петрівна Возна (нар. 1940, село Волиця-Польова, тепер Теофіпольського району Хмельницької області) — українська радянська діячка, агроном колгоспу імені Леніна Теофіпольського району Хмельницької області. Депутат Верховної Ради СРСР 8—10-го скликань.

## Біографія
Народилася в селянській родині. Батько загинув на фронтах Другої світової війни. Закінчила середню школу.
У 1957—1966 роках — колгоспниця, ланкова колгоспу імені Леніна села Волиця Теофіпольського району Хмельницької області.
Освіта вища. У 1966 році заочно закінчила агрономічний факультет Білоцерківського сільськогосподарського інституту Київської області, вчений агроном.
З 1966 року — агроном та член правління колгоспу імені Леніна села Волиця Теофіпольського району Хмельницької області.
Потім — на пенсії в селі Волиця-Польова Теофіпольського району Хмельницької області.

## Нагороди
- два ордени Трудового Червоного Прапора (1966,)
- орден «Знак Пошани»
- медалі